# Le Teil
Le Teil é uma comuna francesa na região administrativa de Auvérnia-Ródano-Alpes, no departamento de Ardèche. Estende-se por uma área de 26,59 km². Em 2010 a comuna tinha 9 007 habitantes (densidade: 338,7 hab./km²).